# Rhantus pacificus
Rhantus pacificus är en skalbaggsart som först beskrevs av Jean Baptiste Boisduval 1835.  Rhantus pacificus ingår i släktet Rhantus och familjen dykare. Inga underarter finns listade i Catalogue of Life.